# Gazzo (Pieve San Giacomo)
Gazzo è una frazione del comune cremonese di Pieve San Giacomo posta a nord del centro abitato.

## Storia
La località era un piccolo villaggio agricolo di antica origine del Contado di Cremona con 400 abitanti a metà Settecento.
In età napoleonica, dal 1810 al 1816, Gazzo fu già frazione di Pieve San Giacomo, recuperando però l'autonomia con la costituzione del Regno Lombardo-Veneto.
All'unità d'Italia nel 1861, il comune contava 551 abitanti.
Nel 1868 il comune di Gazzo venne definitivamente annesso dal comune di Pieve San Giacomo.